# Базарджан
Базарджан (перс. بازرجان) — село в Ірані, у дегестані Базарджан, у Центральному бахші, шагрестані Тафреш остану Марказі. За даними перепису 2006 року, його населення становило 136 осіб, що проживали у складі 48 сімей.

## Клімат
Середня річна температура становить 12,86 °C, середня максимальна – 31,90 °C, а середня мінімальна – -8,52 °C. Середня річна кількість опадів – 252 мм.
| Клімат поселення                              | Клімат поселення | Клімат поселення | Клімат поселення | Клімат поселення | Клімат поселення | Клімат поселення | Клімат поселення | Клімат поселення | Клімат поселення | Клімат поселення | Клімат поселення | Клімат поселення | Клімат поселення |
| Показник                                      | Січ.             | Лют.             | Бер.             | Квіт.            | Трав.            | Черв.            | Лип.             | Серп.            | Вер.             | Жовт.            | Лист.            | Груд.            |                  |
| Середній максимум, °C                         | 7,00             | 8,62             | 13,44            | 20,01            | 24,35            | 30,35            | 31,90            | 31,06            | 26,58            | 20,49            | 13,65            | 7,79             |                  |
| Середня температура, °C                       | −0,76            | 0,87             | 5,68             | 12,24            | 16,59            | 22,60            | 26,16            | 25,32            | 20,84            | 14,75            | 7,93             | 2,06             |                  |
| Середній мінімум, °C                          | −8,52            | −6,89            | −2,09            | 4,47             | 8,82             | 14,83            | 20,43            | 19,60            | 15,12            | 9,02             | 2,18             | −3,68            |                  |
| Норма опадів, мм                              | 36               | 35               | 46               | 34               | 27               | 4                | 1                | 1                | 0                | 11               | 22               | 35               |                  |
| Середньомісячна швидкість вітру, м/с          | 2.01             | 2.08             | 3.18             | 3.30             | 2.73             | 2.56             | 2.64             | 2.50             | 2.25             | 2.25             | 1.96             | 1.36             |                  |
| Середньомісячна сонячна радіація, кДж/м²·день | 8868             | 12052            | 14601            | 18124            | 22195            | 26597            | 25939            | 23854            | 20585            | 15106            | 10899            | 8845             |                  |
| --------------------------------------------- | ---------------- | ---------------- | ---------------- | ---------------- | ---------------- | ---------------- | ---------------- | ---------------- | ---------------- | ---------------- | ---------------- | ---------------- | ---------------- |
| Джерело:                                      |                  |                  |                  |                  |                  |                  |                  |                  |                  |                  |                  |                  |                  |